# Pengő

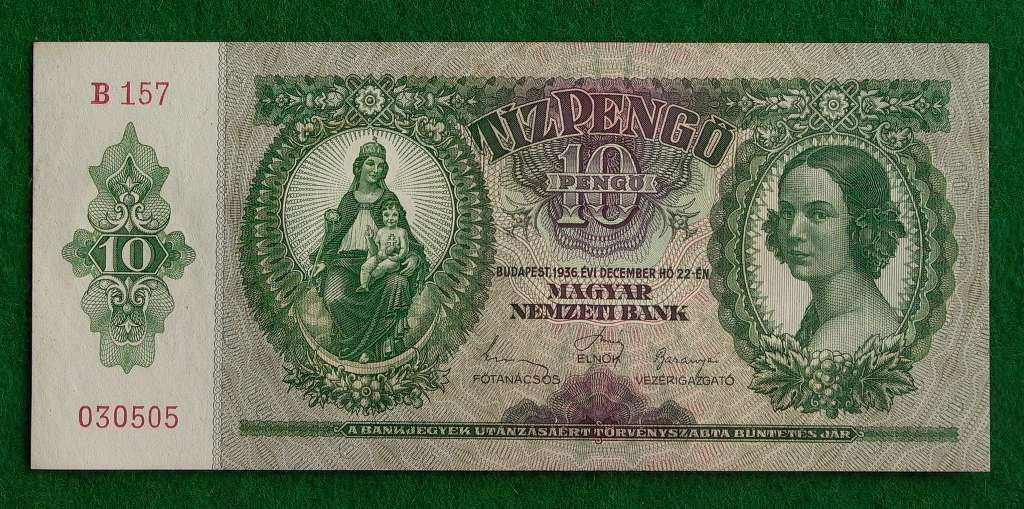
10 Pengő (1936)

O pengő foi a unidade monetária da Hungria entre 21 de janeiro de 1927 e 31 de julho de 1946, quando foi substituída pelo florim húngaro (forint). Caracterizou-se por ter alcançado a mais alta taxa de hiperinflação de todos os tempos.
Depois do fim da Primeira Guerra Mundial, a coroa austro-húngara padeceu de altas taxas de inflação. Com o colapso do Império Austro-Húngaro, a Hungria tornou-se um Estado independente e optou por cunhar sua própria moeda, o pengő. Inicialmente, equivalia a 12.500 coroas ou, em termos de ouro, 3,8 pengő valiam tanto quanto uma grama de um metal precioso.
O pengő perdeu seu valor rapidamente após o final da Segunda Guerra Mundial, quando foi submetido a um intenso processo hiperinflacionário. Chegaram a ser emitidos bilhetes com o valor nominal de 1020 pengő.
A economia húngara só se estabilizou com a introdução da atual moeda, o florim húngaro, em 1 de agosto de 1946. 1 florim equivalia à espantosa quantia de 400 octilhões de pengő (4×1029).